# Virus a DNA
I virus a DNA  sono virus che utilizzano il DNA come materiale genetico e si moltiplicano utilizzando una DNA polimerasi DNA-dipendente.

## Classificazione

Schema di classificazione di Baltimore

I virus a DNA, secondo la classificazione proposta nella classificazione di Baltimore, possono essere suddivisi in due grandi famiglie, a seconda che presentino un DNA a singolo filamento o un DNA con doppio filamento.
- Gruppo I: virus a DNA a doppio filamento
- Gruppo II: virus a DNA a singolo filamento

## Gruppo I - virus dsDNA
- Ordine Caudovirales
  - Famiglia Myoviridae
  - Famiglia Podoviridae
  - Famiglia Siphoviridae
- Ordine Herpesvirales
  - Famiglia Alloherpesviridae
  - Famiglia Herpesviridae
  - Famiglia Malacoherpesviridae
- Famiglie non assegnate
  - Famiglia  Ascoviridae
  - Famiglia  Adenoviridae
  - Famiglia  Asfarviridae
  - Famiglia  Baculoviridae
  - Famiglia  Coccolithoviridae
  - Famiglia  Corticoviridae
  - Famiglia  Fuselloviridae
  - Famiglia  Guttaviridae
  - Famiglia  Iridoviridae
  - Famiglia  Lipothrixviridae
  - Famiglia  Nimaviridae
  - Famiglia  Papillomaviridae
  - Famiglia  Phycodnaviridae
  - Famiglia  Plasmaviridae
  - Famiglia  Polyomaviridae
  - Famiglia  Poxviridae
  - Famiglia  Rudiviridae
  - Famiglia  Tectiviridae
  - Famiglia  Mimiviridae
- Generi non assegnati
  - Ampullavirus
  - Salterprovirus
  - Rhizidiovirus
  - Sputnik virophage

## Gruppo II - virus ssDNA
- Famiglie bacteriophage non assegnate
  - Famiglia Inoviridae
  - Famiglia Microviridae
- Famiglie non assegnate
  - Famiglia   Geminiviridae
  - Famiglia   Circoviridae
  - Famiglia   Nanoviridae
  - Famiglia   Parvoviridae
- Generi non assegnati
  - Anellovirus